# Abdullah Chalil

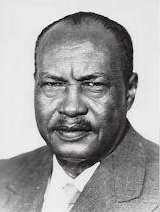
Abdullah Chalil

Abdullah Chalil (arabisch عبد الله خليل ʿAbdullāh Chalīl, manchmal auch Khalil geschrieben; * 1888 (?); † 1970) war von 1956 bis 1958 Premierminister des Sudan.

## Soldat
Chalil wurde 1888 (nach anderen Angaben 1891 oder 1892) in der ägyptischen Region Nubien geboren und gehörte zum Stamm der Kanuz. 1910 trat er in ein sudanesisches Bataillon der ägyptischen Armee ein. 1923 wurde er zu einem der Anführer der pro-ägyptischen White Flag League. Nach der Sudankrise von 1924 zwischen Großbritannien und dem Königreich Ägypten wurde er 1925 in die neu gegründete sudanesische Armee übernommen. Während seiner militärischen Laufbahn wurde er als erster Sudanese zum Brigadegeneral (Miralai) befördert. 1944 schied er aus der Armee aus.

## Politiker
1945 gehörte er zu den Mitbegründern der Umma-Partei und trat gegen die Zugehörigkeit Sudans zu Ägypten ein. Sein Ziel war, die Unabhängigkeit in Zusammenarbeit mit Großbritannien zu erreichen. Er wurde Generalsekretär der Partei und in den Regierungsrat Sudans berufen. Seit 1948 gehörte er dem Legislativrat an und übernahm das Landwirtschaftsministerium. Nach dem Wahlsieg der National Unionist Party (NUP) von Ismail al-Aschari 1953 ging Chalil in die Opposition. Am 1. Januar 1956 wurde Sudan unabhängig. Als einige führende Leute der NUP die Partei verließen, darunter Ali al-Mirghani, wurde er am 5. Juli 1956 Premierminister einer Koalitionsregierung. Aus den Parlamentswahlen im Februar 1958 ging seine Partei mit 68 der 173 Sitze als stärkste Kraft hervor. Wegen der Instabilität der Koalitionsregierung und einer angeblich drohenden ägyptischen Intervention wandte er sich an seine ehemaligen Kollegen im Militär mit der Bitte, die Macht zu übernehmen. Am 17. November 1958 beendete ein Militärputsch seine Amtszeit und er zog sich zunächst aus der Politik zurück. Staats- und Regierungschef wurde General Ibrahim Abbud.
Im Laufe des Jahres 1960 besann er sich anders und forderte im November gemeinsam mit Ismail al-Aschari die Beendigung der Militärregierung. Er verlor seine Pension und wurde am 11. Juli 1961 inhaftiert.